# Gheorghe Murgu
Gheorghe Murgu (în rusă Георге Мургу, întâlnit și sub forma Gheorghe Murga, în rusă Георге Мурги; n. 1876, Dubăsari, gubernia Herson, Imperiul Rus – d. 1941, RSS Moldovenească, URSS) a fost un lăutar, violonist și compozitor popular moldovean, activ în perioada Imperiului Rus și a Uniunii Sovietice. Este considerat unul dintre cei mai talentați interpreți de muzică tradițională moldovenească din prima jumătate a secolului al XX-lea.

## Biografie
Gheorghe Murgu s-a născut în 1876 în Dubăsari, în Gubernia Herson a Imperiului Rus. Provenea dintr-o familie de țărani muzicieni – atât tatăl, cât și frații săi mai mari cântau la diverse instrumente. A învățat vioara de la tatăl său, într-un mediu strict, dar plin de pasiune pentru muzica populară.
Pe lângă vioară, Murgu cânta cu măiestrie la trompetă și contrabas, dar vioara a rămas instrumentul său preferat. A devenit un lăutar cunoscut în satele din jurul orașelor Dubăsari, Grigoriopol și Tiraspol, și în Gubernia Basarabia, unde cânta la nunți, petreceri populare și „jocuri” tradiționale. De multe ori cânta gratuit pentru cei săraci.
În timpul Războiului Civil Rus, Murgu a făcut parte dintr-un ansamblu de muzicieni care activa într-o unitate a Armatei Roșii aflată sub comanda lui Grigori Kotovski.
După înființarea Republicii Autonome Sovietice Socialiste Moldovenești în 1924, a contribuit la dezvoltarea artei populare și a devenit activ în cadrul transmisiunilor de radio. În 1933, a devenit artist al postului de radio din Tiraspol, unde a condus inițial un trio instrumental, extins ulterior într-un Ansamblu Național Moldovenesc. Din acest ansamblu a făcut parte și viitorul compozitor Alexandru Mulear.
Sub conducerea sa, ansamblul a susținut concerte în întreaga republică, uneori în colaborare cu capela corală „Doina”. În 1939, ansamblul a participat la sărbătorile aniversare ale celor 15 ani de la înființarea RASS Moldovenești și la Decada Artei Moldovenești de la Kiev. A urmat o serie de concerte la Moscova, unde au fost înregistrate pentru prima dată pe discuri de gramofon melodii populare moldovenești interpretate de ansamblul său.
Gheorghe Murgu a murit în 1941, în urma unei boli grele. El a fost unchiul muzicianului Iurie Sadovnic.

## Activitate artistică
Murgu a interpretat atât piese instrumentale tradiționale vechi, cât și compoziții noi, inspirate de realitățile sovietice, precum dansul „Bucuria” sau „Doina-joc”. Era renumit pentru interpretarea doinelor și pentru stilul său expresiv, imitând cu vioara trilurile păsărilor precum ciocârlia, privighetoarea sau măcăleandrul. Printre cei ce au ascultat muzica lui Murgu se afla și Eugen Doga, pe atunci fiind copil.
Multe dintre piesele interpretate de el s-au păstrat pe înregistrări de epocă, difuzate și în prezent.

## Moștenire
Murgu apare ca personaj în romanul Dimineața pe Nistru (Диминяца пе Нистру) a lui Ion Canna. În 1960, muzicologul Boris Kotliarov i-a dedicat o monografie intitulată Gheorghe Murgu: muzician popular moldovean, 1876–1941, publicată la editura „Sovetskii kompozitor” din Moscova. Murga a avut o influență importantă și asupra compozitorului Eugen Doga.
În 1991, Școlii de Muzică din Dubăsari i s-a atribuit numele lui Gheorghe Murgu. Bienal, autoritățile moldovenești organizează concursul zonal de interpretare instrumentală, "Gheorge Murga”, în cinstea interpretului.

## Citate
„Muzica seamănă cu o albină care nu doar produce miere dulce, ci poate și înțepa. Ea mângâie, așa cum soarele de primăvară mângâie florile. Dar tot ea poate să te ardă, asemenea razelor soarelui arzător.”—Gheorghe Murgu